# Póvoa de Agrações
Póvoa de Agrações is een plaats (freguesia) in de Portugese gemeente Chaves en telt 294 inwoners (2001).